# Kolonie-Deutsch
Kolonie-Deutsch is een hoogduits regiolect, dat in Iowa in de VS gesproken wordt. Kolonie-Deutsch is afkomstig van het Hessisch. Kolonie-Deutsch wordt in Amana en buurdorpen gesproken.